# Dealu Mic
Dealu Mic – wieś w Rumunii, w okręgu Hunedoara, w gminie Toplița. W 2011 roku liczyła 47 mieszkańców.